# Macabuna uguressae
Macabuna uguressae är en svampart som först beskrevs av Petch, och fick sitt nu gällande namn av Buriticá & J.F. Hennen 1994. Macabuna uguressae ingår i släktet Macabuna och familjen Phakopsoraceae.   Inga underarter finns listade i Catalogue of Life.